# Pedrissa (Moià)
Pedrissa és una masia situada en el terme municipal de Moià, a la comarca catalana del Moianès.
Està situada a prop i al nord-oest de la vila, entre el Serrat de Coromines i el Serrat de Caselles, a la dreta del torrent de Caselles. És a ponent de Caselles.